# Westphalia (Missouri)
Westphalia – miasto w Stanach Zjednoczonych, w stanie Missouri, w hrabstwie Osage.